# 海環行動

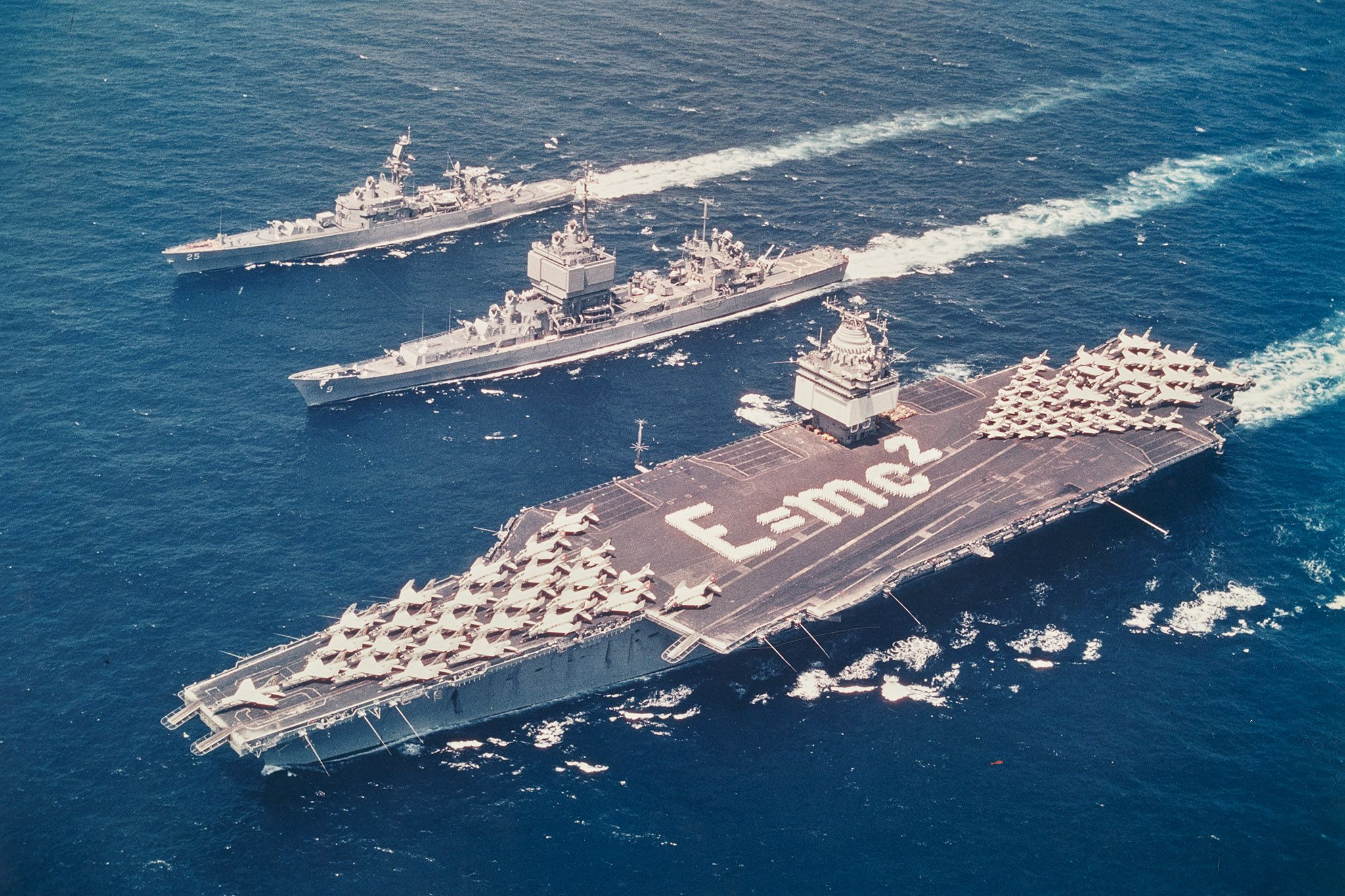
由右至左分別為企業號航空母艦、長堤號與班布里奇號飛彈巡洋艦。

海環行動（英語：Operation Sea Orbit）是由企業號航空母艦、長堤號飛彈巡洋艦與班布里奇號飛彈巡洋艦所組成的美國海軍第一特遣艦隊於1964年所執行的環球航行任務。參與該次任務的艦艇均為核動力驅動，並在未曾補充燃料的情況下完成費時65天、航行30,216英哩（48,345公里）的航程。

## 背景
海環行動是海軍中將小約翰·席德尼·麥凱恩在觀看核動力艦艇無需定期靠岸以補充燃料的演習後所提出的想法。麥凱恩認為這項行動將能向世界展現美國的技術成就，並達到1907年至1909年間大白艦隊所達成的宣傳目的。

## 航行行程

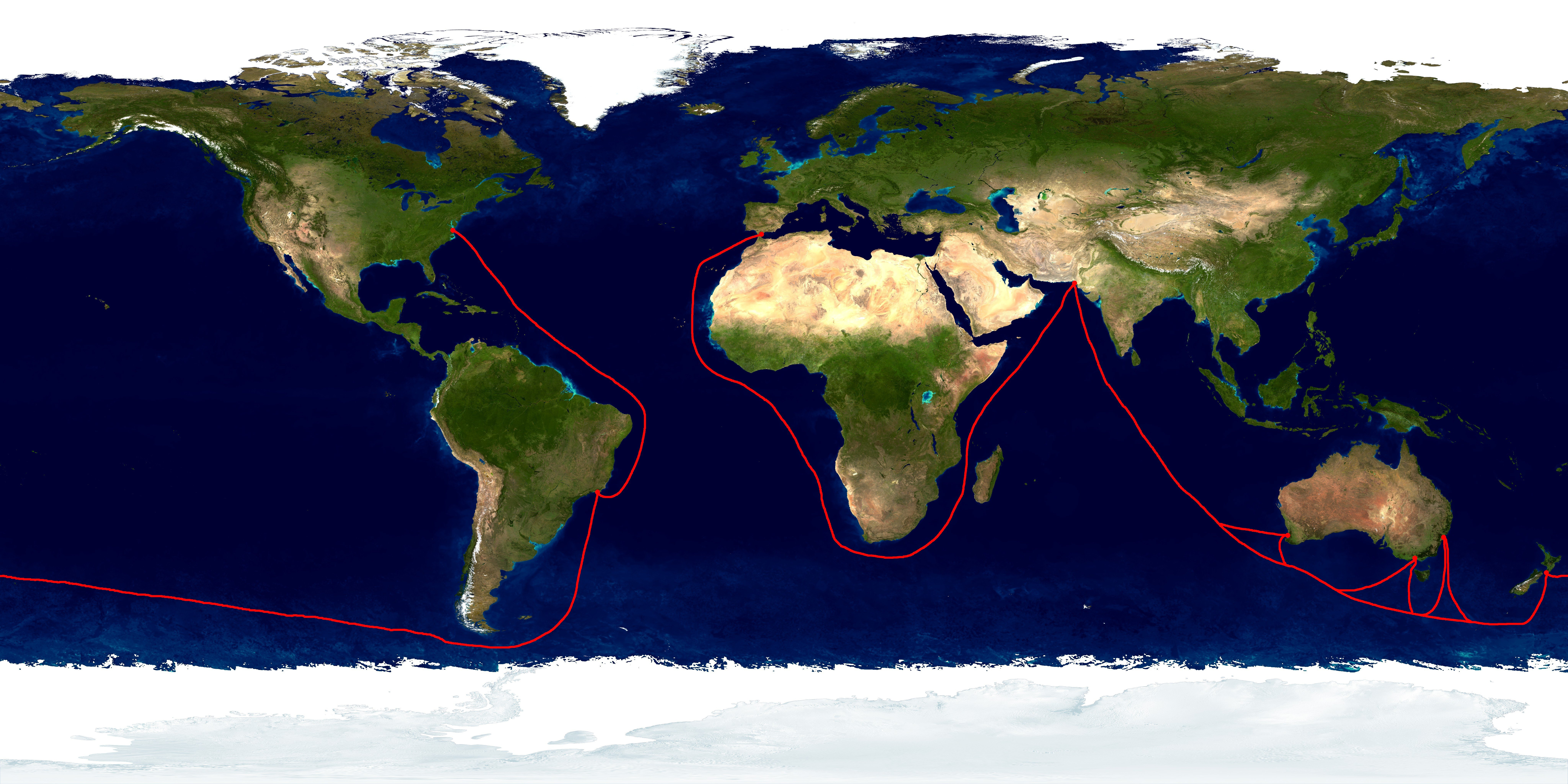
海環行動的航行路線圖。

長堤號與班布里奇號飛彈巡洋艦於1964年4月28日離開維吉尼亞州諾福克，並與羅斯福號航空母艦一同橫越大西洋，駛入地中海，隨後在該地與企業號航空母艦會合。第一特遣艦隊於5月13日在馬約卡島正式成軍，隨後又接受了一連串檢驗以確認核子動力編隊的協調性與效能。
第一特遣艦對於1964年7月31日啟航展開環球航行，三艘艦均滿載補給品以確保在抵達終點前無需再靠岸。特遣艦隊首先沿非洲西部海岸南向航行，沿途經過拉巴特、達卡、自由城、蒙羅維亞與阿必尚，隨後跨越赤道。8月10日，特遣艦隊抵達好望角，並在該地與南非海軍一同進行演習。
結束訪問南非的行程後，第一特遣艦隊接著取道莫三比克海峽進入印度洋，並訪問了肯亞海港城市蒙巴薩；艦隊隨後又前往巴基斯坦與巴基斯坦海軍派出的三艘艦艇會合，並共同駛往喀拉蚩。不過，由於海象不佳，美軍艦上人員認為不論將企業號或長堤號駛入港內均過於危險，因此最終僅有班布里奇號進港，而另外二艦則被迫停泊於距港口數英哩遠的外海上。
離開喀拉蚩後，艦隊沿著印度西部海岸南下，並前往澳洲。航行途中，艦隊在印度尼西亞海域與由胜利号航空母舰領導的英國皇家海軍航母艦隊群進行了操演。稍後，艦隊分散，三艘艦各自前往澳洲的三個港口進行訪問；班布里奇號前往弗里曼特爾，長堤號前往墨爾本，而企業號則前往雪梨。訪問結束後，三者再次集結，一同前往紐西蘭。
第一特遣艦隊接著橫越南太平洋，繞過合恩角後返回大西洋，接著訪問布宜諾斯艾利斯、蒙特維多與里約熱內盧。離開巴西後，班布里奇號於9月30日脫離艦隊，返回位於南卡羅萊納州的母港查爾斯頓，而企業號與長堤號則前往返回諾福克；三艘艦均於1964年10月3日返抵母港。
此次航程共花費65天，其中57天在海上航行，並在全程皆未補充燃料的情況下總計行駛了30,216英哩。

### 指揮
- 第一特遣艦隊指揮官：伯納德·史崔恩海軍上將（Bernard M. Strean，第二航空母艦打擊群（英语：Carrier Strike Group 2）指揮官）[1]
  - 企業號航空母艦：艦長佛雷德里克·米凱利斯（英语：Frederick H. Michaelis）[6]
    - 第六艦載機航空分隊（英语：Carrier Air Wing Six）[7]

  - 長堤號飛彈巡洋艦：艦長小弗兰克·H·普萊斯（Frank H. Price, Jr.）[8]
  - 班布里奇號飛彈巡洋艦（英语：USS Bainbridge (CGN-25)）：艦長哈爾·卡斯特（Hal C. Castle）[9]

## 週年紀念
曾參與海環行動的官兵於2004年7月30日一同慶祝行動40週年。2011年，位於華盛頓特區的美國海軍國家博物館在「核能世代的科技：核子動力」（Technology for the Nuclear Age: Nuclear Propulsion）展覽中展出了海環行動的相關史料。